# Otomys unisulcatus
Otomys unisulcatus је врста глодара из породице мишева (лат. Muridae). 

## Распрострањење
Врста је присутна у Јужноафричкој Републици и Намибији.

## Станиште
Врста Otomys unisulcatus има станиште на копну.

## Угроженост
Ова врста није угрожена, и наведена је као последња брига јер има широко распрострањење.

### Популациони тренд
Популација ове врсте је стабилна, судећи по доступним подацима.